# 汉书·地理志
《汉书·地理志》是二十四史第一部地理志，班固《汉书》中十志之一。以西汉的政区郡县为纲，人口、山川、物产为目，以汉末一百〇三郡国作为探讨上古至秦汉郡国沿革。

## 内容
《汉书·地理志》记录了郡国行政区划、历史沿革、户口数字以及各地物产、经济概况、民情风俗。分为三部分。
第一部分，叙述西汉以前历代总的疆域沿革，引录《禹贡》全文和《周礼·职方氏》的九州部分，分冀、兖、青、徐、扬、荆、豫、梁、雍九州。“采获旧闻，考迹《诗》《书》，推表山川，以缀《禹贡》、《周官》、《春秋》，下及战国、秦、汉”。
第二部分，叙述西汉的政区郡县地理，包括司隶校尉部、十三刺史部所察各郡、国和西域都护府，将山川、物产、古迹等各项地理资料分条附记于其中。以汉成帝元延三年（前10）的行政版籍、绥和二年（前7）集簿、以及汉平帝元始二年(公元2年）户口簿为基础介绍一百三郡国、一千五百八十七县、邑、道、国，一百七十五座山名，三百六十一个陂、泽、湖、池，以及其他地名二千二百余个，各类地名合计四千五百余个。
第三部分，辑录刘向《域分》、朱赣《风俗》，并记载海外交通。

## 资料来源
今人研究，《汉书·地理志》是三份不同年代断限资料的混合物。资料来源是汉代行政文书。签注、郡国名目和户口数字得自汉平帝元始二年全国户口簿，县、侯国、道名目得自汉成帝元延三年各郡国行政版籍，篇末汇总数据得自汉成帝绥和二年全国集簿。

## 意义
《汉书·地理志》开创地理志先河，后世《后汉书·郡国志》、《晋书·地理志》、《宋书·州郡志》、《南齐书·州郡志》、《魏书·地形志》等均仿照其体例。汉代沿革秦制，郡国并行，下辖县，武帝又置十三州监察之。梁启超认为，自《汉书》创设地理志，而此学始建发展也，其后衍为方志之学。当代也有学者认为，《汉书·地理志》是史、地、志三合一之作，是一部最著名的全国性地理总志。首先要承认它是史。再次要承认它是方志的一种——地志。